# 帕利欽齊 (皮德沃洛奇西克區)
49°40′40″N 26°14′12″E / 49.67778°N 26.23667°E
帕利欽齊（烏克蘭語：Пальчинці），是烏克蘭的村落，位於該國西部捷爾諾波爾州，由捷尔诺波尔区負責管轄，始建於1583年，面積0.14平方公里，2001年人口552，人口密度每平方公里3,914.9人。